# David Provan (labdarúgó, 1956)
David Alexander Provan (Gourock, 1956. május 8. –) skót válogatott labdarúgó. 1980-ban az év labdarúgójának választották Skóciában.

## Pályafutása

### Klubcsapatban
1974 és 1978 között a Kilmarnock csapatában játszott. 1978 és 1987 között a Celtic játékosa volt, melynek tagjaként négy bajnokságot (1979, 1981, 1982, 1986), két kupát (1980, 1985) és egy ligakupát (1983) nyert. 

### A válogatottban
1979 és 1982 között 10 alkalommal szerepelt a skót válogatottban és 1 gólt szerzett. 1979. november 21-én egy Belgium elleni mérkőzésen mutatkozott be. Részt vett az 1982-es világbajnokságon, de nem lépett pályára egyetlen mérkőzésen sem.

## Sikerei, díjai
Celtic
- Skót bajnok (4): 1978-79, 1980-81, 1981-82, 1985-86
- Skót kupagyőztes (2): 1979–80, 1984–85
- Skót ligakupa-győztes (1): 1982–83

Egyéni
- Az év skót labdarúgója (1): 1980